# Marzalengo
Marzalengo è una frazione del comune lombardo di Castelverde.

## Storia
La località è un piccolo borgo agricolo di antica origine.
In età napoleonica (1807) Marzalengo fu aggregata al comune di San Martino in Beliseto; recuperò l'autonomia con la costituzione del Regno Lombardo-Veneto (1816).
All'Unità d'Italia (1861) contava 425 abitanti. Il comune di Marzalengo fu unito nel 1866 ai comuni di Dosso Baroardo e Ossalengo, a formare il comune di Tredossi, a sua volta aggregato nel 1928 a Castelverde.